# Politique de défense
La politique de défense d'un État est l'ensemble des grandes options et principes politiques, stratégiques et militaires qu'il définit et adopte en vue d'assurer sa défense :
- la nature de ses relations internationales et notamment sa contribution à des alliances, des accords de défense, de coopération militaire, de maîtrise des armements ;
- les hypothèses d'emploi de ses forces armées
- les missions des forces armées
- les capacités militaires qui en découlent
- les principes d'organisation de la défense et des administrations qui y concourent
- la politique d'armement et la stratégie industrielle
- l'emploi des ressources humaines
- les relations entre les armées et la nation

Son élaboration fait une large place à la prospective en géopolitique, démographie, économie, dans les domaines scientifiques et techniques afin d'estimer l'évolution des menaces, des forces et faiblesses de la Nation et des opportunités qui s'offrent à elle. Elle est le complément indissociable de la politique étrangère d'un État.
Dans les pays démocratiques, elle fait parfois l'objet d'une communication publique sous la forme d'un « Livre Blanc » (White Paper, en anglais).